# 巴恩斯特布爾縣
巴恩斯特布爾縣（英語：Barnstable County）是美国麻薩諸塞州東南部的一個郡，大部分範圍屬於鳕鱼角，面積3,382平方公里。根據2020年美國人口普查，共有人口22萬8,996人。縣治巴恩斯特布爾（Barnstable）。该县建立于1685年6月2日，縣名來自英国德文郡的巴恩斯特珀爾（Barnstaple）。
该县绝大部分地区位于鱈魚角半岛上，其沿海地区在夏季是避暑胜地，来自纽约、波士顿、費城等地的居民会在每年7-9月前来该地度假。同时该县也是美国最早有欧洲殖民者定居的地区之一，也是新英格蘭地區殖民历史最悠久的区域。由于地理位置靠近欧洲，而且森林茂密，鱈魚角半岛是北美造船业重地。